# Platyzosteria brigitae
Platyzosteria brigitae är en kackerlacksart som beskrevs av Shaw 1914. Platyzosteria brigitae ingår i släktet Platyzosteria och familjen storkackerlackor. Inga underarter finns listade i Catalogue of Life.